# Skopolamina
Skopolamina, hioscyna, burundanga – organiczny związek chemiczny, pochodna hioscyjaminy, alkaloid tropanowy, otrzymywany między innymi z liści bielunia dziędzierzawy. W medycynie używana w postaci bromowodorku, choć częściej używa się jej butylobromku (ściślej bromku N-butyloskopolaminy – np. preparat Scopolan) w przypadku zapalenia tęczówki i ciała rzęskowego oraz do rozszerzania źrenicy i paraliżu mięśni oka w celach diagnostycznych. Wykazuje słabsze działanie obwodowe od atropiny.

## Działanie
Skopolamina jest zaliczana do substancji antycholinergicznych, blokuje działanie acetylocholiny w receptorze M. Działa depresyjnie na ośrodkowy układ nerwowy. Już w małych dawkach powoduje uspokojenie, senność i otępienie. W większych powoduje stany delirium z bólem oraz ze znacznym rozszerzeniem źrenicy i paraliżem mięśni oka. Wykazuje działanie przeciwwymiotne, przeciwkonwulsyjne. Stosowana także przed zabiegami operacyjnymi, aby zapobiegać arytmii serca pod narkozą.
Jest substancją silnie toksyczną, przedawkowanie może skutkować majaczeniem, dezorientacją, halucynacjami, paraliżem i śmiercią. W połączeniu z morfiną powoduje stan półsnu oraz amnezję. W latach 50. była wykorzystywana przez CIA jako serum prawdy.
Nazwa „skopolamina” upamiętnia włoskiego lekarza i botanika G.A. Scopolego oraz nazwany na jego cześć gatunek lulecznicy kraińskiej (Scopolia carniolica Jacq.) z rodziny psiankowatych, zawierającej również skopolaminę.

Przeczytaj ostrzeżenie dotyczące informacji medycznych i pokrewnych zamieszczonych w Wikipedii.